# Publicidad en Internet
La publicidad en Internet, también conocido como marketing online, marketing en línea es una forma de mercadotecnia y publicidad digital que utiliza internet para dirigir mensajes promocionales a los clientes. Incluye el email marketing, mercadotecnia en buscadores web (SEM), mercadotecnia en redes sociales, muchos tipos de publicidad por visualización (como banners en páginas web) y publicidad móvil. Como en otros contenidos publicitarios, la publicidad por internet involucra frecuentemente tanto a un publicitario, quien integra la publicidad en su plataforma en línea, como a un anunciante, quien provee el contenido que será mostrado por el anuncio. Otros participantes potenciales son agencias de publicidad, proveedores de servidor y otros anunciantes afiliados.
En 2020, las ganancias por publicidad en línea en Estados Unidos superaron las ganancias de la televisión por cable. En 2013, las ganancias por publicidad en internet en los Estados Unidos fueron de $42.8 billones de dólares, un incremento del 17% sobre los $36.57 billones de 2012. Las ganancias por publicidad en Internet de EE. UU. lograron un máximo histórico de $20.1 billones en la primera mitad de 2013, 18% más que las ganancias obtenidas en el mismo periodo en 2012. La publicidad en internet es ampliamente utilizada en prácticamente todos los sectores de la industria.
Muchas prácticas comunes de la publicidad por internet son controversiales y sujetas a regulaciones. Las ganancias por ads en línea no siempre pueden reemplazar adecuadamente los canales de algunas
En 2025, la publicidad digital está atravesando una transformación marcada por el auge de la inteligencia artificial en las estrategias de comunicación. Google Ads, por ejemplo, introdujo recientemente una herramienta llamada AI Max para búsquedas, que automatiza tanto la generación de anuncios como la segmentación, anticipándose incluso a las nuevas búsquedas relevantes para las marcas antes de que estas sean detectadas por los propios anunciantes.

## Historia
En los primeros años del internet, la publicidad en línea estaba mayormente prohibida, por ejemplo, dos de las redes predecesoras al internet,  ARPANET y NSFNet, tenían políticas de uso que prohibían el uso de la red para fines comerciales de instituciones con fines de lucro. NSFNet comenzó a quitar la prohibición en 1991.

### Correo electrónico
El primer ejemplo de publicidad en internet fue aquel conducido por correo electrónico. El 3 de mayo de 1978, un mercadólogo de Digital Equipment Corporation (DEC), Gary Thuerk, envió un correo electrónico a la mayoría de los usuarios de ARPANET en la costa oeste de Estados Unidos, anunciando un nuevo modelo de computadora DECSystem-20. A pesar de las políticas de usuario, el marketing por correo electrónico se expandió rápidamente y eventualmente se le nombró spam o correo no deseado.
El primer mensaje de spam de gran escala no comercial que se tiene registro fue enviado el 18 de enero de 1994 por un administrador del sistema de la Universidad de Andrews, realizó un envió cruzado de un mensaje religioso a todos los grupos de USENET. Cuatro meses más tarde, Laurence Canter y Martha Siegel, socios de una firma de abogados, promocionaron sus servicios legales en USENET. El mensaje de spam de Canter y Siegel elevó el interés en la publicidad en internet vía USENET y email tradicional. Más recientemente, el spam ha evolucionado en una operación más industrial, en la cual los spammers utilizan botnets para enviar spam de manera remota.

### Adsde visualización
La publicidad a través de banners digitales comenzó en la década de 1990. Los propietarios de las páginas buscaban obtener ganancias aficionados para mantener su contenido en línea. El servicio comercial Prodigy mostraba banners en la parte inferior de la pantalla para promocionar productos de Sears. El primer anuncio clickable fue vendido por Global Network Navigator en 1993 a un despacho legal de Silicon Valley. En 1994, la publicidad en banners web se volvió común cuando HotWired, el componente en línea de la revista Wired, vendió banners a  AT&T y otras empresas. El primer ad de AT&T en HotWired tuvo una tasa de clics del 44%, y en vez de dirigir a los usuarios a la página de AT&T, el enlace los llevaba a un tour en línea de 7 de los más aclamados museos de arte en el mundo.

### Adsde búsqueda
GoTo.com (renombrado Overture en 2001, y adquirido por Yahoo! en 2003) creó la primera subasta de publicidad por búsqueda de palabras clave en 1998. Google lanzó su programa de publicidad por búsqueda "AdWords" en 2000 e introdujo la asignación basada en calidad en 2002, lo cual ordena los anuncios utilizando una combinación del precio y la popularidad de los ads.

### Tendencias recientes
Más recientemente, las compañías han buscado incluir sus mensajes publicitarios dentro de sus contenido editorial o sus servicios. Ejemplos incluyen a Red Bull con la transmisión en línea del salto de Felix Baumgartner', las revistas en línea de Coca-Cola y las aplicaciones gratuitas de Nike para medir el desempeño. Los anunciantes también están considerando las redes sociales  y la publicidad móvil; el gasto en publicidad móvil incrementó en 90% cada año de 2010 a 2013.

## Métodos de distribución

### Publicidad por visualización
La publicidad por visualización utiliza texto, logos, animaciones, videos, fotografías y otros gráficos. Comúnmente se enfocan en ciertos usuarios con características particulares para aumentar la efectividad de los ads. Frecuentemente utilizan cookies, que son identificadores únicos de ciertas computadoras para decidir que anuncios mostrar a cada consumidor en particular. Las cookies pueden rastrear si un usuario ha dejado la página sin comprar para que el anunciante pueda más tarde dirigir anuncios a esos usuarios que visitaron la página.
Los anunciantes adquieren información de la actividad en línea de un usuario y con eso pueden definir un perfil específico con sus intereses para entregar publicidad aún más dirigida. Este método es conocido como segmentación por comportamiento. Los anunciantes también pueden segmentar su audiencia utilizando publicidad contextual o semántica para mostrar publicidad relacionada al contenido de la página web en la cual se muestran. La publicidad dirigida, la segmentación por comportamiento y la publicidad contextual se encuentran diseñadas para aumentar el retorno de inversión de los anunciantes.
También se pueden dirigir anuncios basados en la ubicación del usuario, a este método se le conoce como geotargeting.  La dirección IP del usuario muestra información geográfica (por lo menos el país o región). La información geográfica del IP puede ser complementada con otros proxies o información para acortar el rango de localización. Por ejemplo, con los dispositivos móviles, los anunciantes suelen utilizar el GPS del teléfono. Cookies y otra información persistente en la máquina del usuario puede ayudar a acortar el rango aún más.

#### BannerWeb
Los banners web son típicamente ads gráficos mostrados dentro de una página web. Muchos banners son entregados por un servidor central.
Los banners pueden utilizar multimedia e incorporar archivos de video, audio, animaciones, botones, formas u otros elementos interactivos utilizando  Java applets, HTML5, Adobe Flash, y otros programas.

##### Frame ad(bannertradicional)
Los frame ads fueron los primeros banners web. El uso coloquial de "banner web" frecuentemente se refiere a los tradicionales frame ads.  Los publicistas de páginas web incorporan este tipo de anuncios en espacios específicos dentro del sitio. El Interactive Advertising Bureau propone una serie de lineamientos para estandarizar las dimensiones en pixeles de los anuncios. 

##### Pop-ups(ventana emergente)
Un ad pop-up o de ventana emergente es mostrado en una nueva ventana del navegador web sobre la actual. Un pop-under abre la nueva ventana por debajo de la inicial. Los ads pop-under y otras tecnologías similares no son aprobadas por entidades como Google.

##### Adflotante
Un ad flotante es un tipo de anuncio multimedia que aparece superpuesto sobre el contenido de la página web. Los anuncios flotantes pueden desaparecer o volverse menos prominentes después de cierto tiempo.

##### Adexpandible
Un ad expandible cambia de dimensiones dependiendo de ciertas condiciones, por ejemplo del tiempo que un usuario permanece en una página web o de la interacción del usuario con el anuncio. Los ads expandibles le permiten a los anunciantes incorporar más información en un espacio de dimensiones restringidas.

##### Bannersde truco
En un banner de truco se copian elementos comunes para engañar al usuario y promover que hagan clic en los anuncios. Por ejemplo, se disfrazan como mensajes del sistema operativo o de aplicaciones populares. Estos anuncios no suelen mostrar el logo o nombre del anunciante en el banner inicial. Los banner de truco suelen tener un mayor promedio de clics, sin embargo los usuarios engañados pueden molestarse con los anunciantes.

##### Feedde noticias
Los ads en el feed de noticias, también conocidos como "historias patrocinadas", existen típicamente en redes sociales que ofrecen un flujo continuo de información en un cierto formato uniforme. Estos anuncios están intercalados con noticias o posts creados por los usuarios. Estos ads pueden ser para promover un sitio web, una página de fanes, una aplicación o un producto.
Algunos ejemplos son: Facebook con historias patrocinadas, LinkedIn con Actualizaciones patrocinadas,  y los tuits patrocinados en Twitter
A diferencia de los formatos estándar de los banners web, el formato de estos anuncios depende de la forma que tiene la plataforma para las historias reales de los usuarios no pagados. Este formato de anuncios tiene un promedio de clics mucho mayor que los ads de visualización tradicionales.

#### Proceso de publicidad por visualización
El proceso mediante el cual se muestran los anuncios en línea suelen incluir a varios participantes. En el caso más simple, el editor del sitio web selecciona y muestra los ads. Los ads pueden estar manejados por agencias de publicidad externas que tengan contrato con los editores y alojados en los servidores de estas agencias. También es posible ofrecer espacio publicitario en subastas en tiempo real. Esto involucra a muchos participantes interactuando en tiempo real. Las páginas de los editores no siempre contienen los anuncios pero contienen enlaces que se conectan al servidor que aloja los anuncios. La información que identifica al usuario como las cookies es transmitida al servidor de ads. 
Posteriormente, el servidor se comunica con un servidor de suministro o supply-side platform server.  El editor está ofreciendo espacio publicitario a la venta, por lo tanto se considera como el proveedor. El servidor del proveedor también recibe la información del usuario y la manda a una plataforma de gestión. En esa plataforma se utiliza la información para buscar datos demográficos, compras previas y otros datos de interés para los anunciantes. 
En términos generales, hay tres tipos de información obtenida a través de esa plataforma:
Los datos de primer plano se refieren a la información obtenida de un CRM. Esta información puede incluir datos del comportamiento del cliente, sus acciones e intereses.
Los datos de segundo plano se refieren a las estadísticas obtenidas en las cookies de publicaciones y plataformas externas. La información es obtenida directamente de la fuente  (servidores, plataforma de analíticas). También es posible negociar un trato con ciertos editores para asegurar puntos de información o audiencias específicas.
Datos de tercer plano son obtenidos de proveedores externos. Muchos negocios venden información de tercer-plano.

Esta información del cliente es combinada y regresada al servidor del proveedor, el cual empaqueta la oferta de espacio publicitario junto con la información de los usuarios que la verán. Se envía la oferta a un intercambio de ads.
El intercambio de ads pone la oferta en subasta en las plataformas de demanda. Estas plataformas actúan en nombre de las agencias, las cuales le venden a las empresas que se quieren anunciar. Las plataformas de demanda tienen anuncios listos para mostrarse y están buscando usuarios a los cuales mostrárselos. Los compradores tienen la información de los usuarios que verán el anuncio y deciden, basados en esa información cuanto ofrecer por ese espacio. Según el Internet Advertising Bureau, una plataforma de demanda tienen 10 milisegundos para responder a una oferta. El intercambio de ads escoge a la oferta ganadora e informa a ambas partes.
Posteriormente, el intercambio de ads pasa el enlace del anuncio de vuelta a la plataforma de suministro y del servidor del editor al buscador del usuario, que después solicita el contenido desde el servidor de la agencia. La agencia puede confirmar que el ad fue entregado al buscador.
Se trata de vender el espacio restante a precios más bajos en otros intercambios. Algunas agencias mantienen ofertas semi-permanentes con intercambios de ads. El proceso para la publicidad móvil es diferente y puede involucrar a los proveedores de telefonía celular y a otros desarrolladores de software.

### Entre sitios
Los ads entre sitios se muestran antes de que el usuario pueda acceder al contenido deseado, en algunas ocasiones se muestra mientras el contenido se carga. Los ads entre sitios son una forma de marketing de interrupción

#### Anuncios de texto
Un ad de texto muestra hyperlinks.  Los ads basados en texto pueden mostrarse separados del contenido del sitio o pueden ser enlaces embebidos en ciertas frases. Los anuncios de textos también pueden ser entregados por email marketing o marketing de mensajes de texto.  Estos anuncios generalmente se cargan más rápidamente que los anuncios gráficos y pueden ser más difíciles de bloquear.

### Marketing de motores de búsqueda (SEM)
La mercadotecnia en buscadores web, o SEM, está diseñada para incrementar la visibilidad de un sitio web en la página de resultados de los motores de búsqueda. Los motores de búsqueda proporcionan resultados pagados y orgánicos basados en la solicitud del usuario.: 117   Generalmente se emplean elementos visuales para diferenciar los resultados pagados de los orgánicos. El marketing en motores de búsqueda utiliza palabras clave para mostrar los resultados. 

#### Optimización en motores de búsqueda (SEO)
La optimización en motores de búsqueda, o SEO, intenta mejorar el ranking orgánico de un sitio en los motores de búsqueda incrementando la relevancia del contenido del sitio. Los motores de búsqueda suelen actualizar sus algoritmos para penalizar a sitios con mala calidad, que intentan modificar su ranking. Muchas agencias ofrecen servicios de SEO.: 22 

#### Búsqueda patrocinada
Las búsquedas patrocinadas o ads de búsqueda le permiten a los anunciantes ser incluidos en las búsquedas de ciertas palabras claves. Los ads de búsqueda suelen venderse en subastas en tiempo real, en las cuales los anunciantes ofrecen montos dependiendo de la palabra clave.: 118  Además de determinar un precio máximo por palabra clave, las ofertas pueden incluir restricciones de tiempo, idioma, localización, etc.: 118   Los motores de búsqueda originalmente vendían las listas en el orden de las ofertas más altas. .: 119    Los motores de búsqueda modernos ordenan los sitios pagados dependiendo de distintos factores como la oferta en la subasta, los clics esperados, la relevancia de la palabra clave y la calidad de los sitios.

### Marketing en redes sociales
El marketing en redes sociales es una promoción comercial dirigida a través de las plataformas de red social. Muchas compañías promueven sus productos con actualizaciones frecuentes y ofertas especiales a través de sus perfiles de red social.

### Publicidad móvil
En publicidad móvil se distribuyen anuncios a través de dispositivos inalámbricos como lo son smartphones o las tabletas. La publicidad móvil puede tomar muchas formas; desde contenido estático o multimedia, mensajes SMS o MMS, anuncios de búsqueda móvil, anuncios dentro de sitios web móviles o dentro de aplicaciones o juegos ("advergaming," o patrocinio de apps).: 23   Grupos en la industria como el Mobile Marketing Association han intentado estandarizar los anuncios móviles.
La publicidad móvil ha crecido rápidamente por varias razones. El incremento de dispositivos móviles, la mejora en la velocidad de conectividad, el aumento en la resolución de las pantallas, el uso extensivo de los dispositivos móviles y la sofisticación de los editores al incorporar sus anuncios.: 14   El Interactive Advertising Bureau predijo un crecimiento continuo en la publicidad móvil, con la adopción de segmentación basada en localización y otras herramientas tecnológicas que no están disponibles en las computadores personales. .: 14  En julio de 2014 Facebook reportó sus ganancias por publicidad de $2.68 billones de dólares, un incremento del 67% contra el segundo cuarto de 2013. De esa cantidad, las ganancias por publicidad móvil eran alrededor del 62%, un incremento de 41% con respecto al año previo.

### Publicidad en correo electrónico
La publicidad en correo electrónico se hace a través de un mensaje de correo o una parte del mensaje.: 22    En el marketing de correo electrónico es posible darse de baja para dejar de recibir correos.   

#### Anuncios en chat
A diferencia de los mensajes estáticos, la publicidad en chat hace referencia a mensajes en tiempo real entregados a ciertos usuarios en ciertos sitios. Esto es realizado utilizando software de chat en vivo o con personal operando detrás del sitio. En realidad este método es una variación de la publicidad de correo electrónico pero diferente en la sincronización.

### Anuncios clasificados en línea
Los anuncios clasificados en línea son publicados en listas categorizadas de diferentes productos o servicios. Ejemplos incluyen bolsas de trabajo en línea, renta y venta de propiedades,  venta de carros, páginas amarillas, etc: 22  Craigslist y eBay son dos ejemplos prominentes de proveedores de anuncios clasificados en línea.

### Adware
Adware es software que una vez instalado, muestra automáticamente anuncios en la computadora de los usuarios. Los ads pueden aparecer en el mismo software, pueden estar integrados en las páginas web que visita el usuario o mostrados como pop-ups/pop-unders. Adware instalado sin el permiso del usuario es conocido como malware.

### Marketing de afiliación
El marketing de afiliación ocurre cuando los anunciantes organizan a terceros para generar clientes potenciales. Los afiliados reciben un pago dependiendo de las ventas generadas por su promoción.: 22  Los afiliados generan tráfico en las ofertas y cuando cierta acción es ejecutada por los visitantes, los afiliados obtienen una comisión. Estas acciones pueden ser el ingresar un correo electrónico, llegar una forma o completar una transacción en línea.

### Marketing de contenido
El marketing de contenido involucra la creación y difusión de multimedia para adquirir o retener clientes. Esta información puede ser presentada en una variedad de formatos, incluyendo blogs, noticias, video, white papers, e-books, info gráficos, casos de estudio, guías y más.

### Plataforma de marketing en línea
La plataforma de marketing el línea (OMP) es una plataforma web que combina los beneficios de un directorio de negocios, los motores de búsqueda locales, los métodos y herramientas de optimización de motores de búsqueda, el CRM y el sistema de gestión de contenidos CMS.  Ebay y Amazon son utilizadas como plataformas de marketing en línea, gestión y logística. En Facebook, Twitter, YouTube, Pinterest, LinkedIn, y otras redes sociales también se utiliza este tipo de marketing. Plataformasde marketing como Marketo, Aprimo, MarketBright y Pardot han sido compradas por gigantes de las tecnologías de la información. (Eloqua-Oracle, Neolane-Adobe y Unica-IBM).

## Métodos de compensación
Los anunciantes y editores utilizan diversos methods para calcular los pagos. En 2012, los anunciantes calcularon 32% de la publicidad en línea con transacciones de costo por impresión, 66% por desempeño del cliente (costo por clic or costo por adquisición), y 2% en híbridos de estos dos métodos.: 17 

### CPM (cost por millar)
Costo por millar, comment abreviado como CPM, significa que el anunciante paga por cada mil exposiciones del mensaje a clientes potenciales. En el contexto en línea, las exposiciones son llamadas "impresiones". La definición de una impresión varía entre editores, y algunas impresiones no son cobradas porque no representan una nueva exposición a un cliente real. Los anunciantes pueden utilizar tecnologías como web bugs para verificar que las impresiones se estén mostrando realmente. : 59 
Los editores utilizan una variedad de técnicas para incrementar las visualizaciones de página, como dividir el contenido en varias páginas, utilizar títulos amarillistas o imágenes con contenido sexual.
CPM es susceptible a fraude de impresión. Algunos anunciantes que quieren visitantes en sus sitios no tienen buenos resultados con el método por impresión. : 1–4 

### CPC (costo por clic)
CPC (Costo Por Clic) o PPC (Pago por clic) significa que los anunciantes pagan cada que un usuario da clic en el anuncio. La publicidad por clic funciona bien para anunciantes que quieren más visitantes en sus sitios, sin embargo es menos efectivo para quienes desean construir reconocimiento de marca. El mercado de los CPC ha crecido cada año desde su introducción, dominando dos tercios de todos los métodos de publicidad en línea.: 18 : 1 
Como ocurre con las impresiones, no todos los clics registrados son valiosos para los anunciantes. GoldSpot Media reportó que hasta un 50% de los clics en los banners web son accidentales y por lo tanto los usuarios suelen abandonar inmediatamente el sitio al que fueron dirigidos.

### CPE (costo por interacción)
El costo por interacción se enfoca no solo en mostrar los anuncios sino en promover que los usuarios interactúen con el anuncio. .

### CPV (cost por visualización)
El costo por visualización de un video publicitario. Tanto Google como TubeMogul endosó la métrica estandarizada de CPV al IAB's (Interactive Advertising Bureau) y está ganando un notable apoyo dentro de la industria.

### Atribución del valor del Ad
En marketing "atribución" es la medida de la efectividad de ciertos anuncios para influenciar en la decisión de compra de los consumidores. Las impresiones pueden llevar a un usuario a dar clic o realizar otra acción. Estas acciones significan el pago de espacios publicitarios.

### Otras compensaciones basadas en desempeño
CPA (Costo Por Acción o Costo Por Adquisición) o PPP (Pago Por Rendimiento) significa que el anunciante paga por el número de usuario que realizaron una cierta actividad como completar una compra o llenar una forma de registro. Los pagos basados en el rendimiento pueden incorporar un sistema en el cual los editores obtienen un porcentaje de las ganancias del anunciante como resultado del anuncio. Este tipo de publicidad le otorga el riesgo a los editores.: 4, 16 

### Costos fijos
La compensación por costo fijo significa que los anunciantes pagan un monto por entregar sus anuncios generalmente en un periodo específico de tiempo, sin tomar en cuenta la visibilidad del anuncio o la respuesta de los usuarios. Un ejemplo es CPD (costo por día) en el cual se paga un monto fijo por mostrar un anuncio durante un día, sin considerar impresiones o clics.

## Beneficios de la publicidad en internet

### Costo
Los bajos costos de la comunicación electrónica reducen los costos de la publicidad en línea en comparación a la publicidad offline. La publicidad en internet, en particular en redes sociales, proporciona un medio de bajo costo para que los anunciantes interactúen con sus clientes potenciales. Los anuncios en internet ofrecen mejores retornos que en otros medios.: 1 

### Medición
Los anunciantes en línea puede recolectar información de la efectividad de sus anuncios, tal como el tamaño potencial de su audiencia, la respuesta actual: 119  , como un visitante llegó a su anuncio, si el anuncio resultó en ventas, o si realmente se cargó el ad dentro de la ventana del usuario que se pueden dar a este enlace.: 59  Esto le permite a los anunciantes mejorar sus campañas con el paso del tiempo.

### Formateo
Los anunciantes tienen una gran variedad de formas para presentar sus mensajes promocionales, incluyendo la habilidad de incluir imagines, video, audio y enlaces. A diferencia de los ads tradicionales (offline), la publicidad en línea puede ser interactiva. Por ejemplo, algunos anuncios le permiten a los usuario realizar búsquedas o seguir al anunciante en redes sociales. La publicidad en línea puede incluso incorporar juegos.

### Segmentación
Los editores pueden ofrecer a los anunciantes la capacidad de alcanzar un cierto mercado y mandar publicidad segmentada. La publicidad en línea puede utilizar geo-targeting para mostrar anuncios relevantes dependiendo de la ubicación de los usuarios. Los anunciantes pueden personalizar cada ad con base en las preferencias previas del usuario. Además pueden registrar si un visitantes ya vio cierto anuncio para así reducir la repetición no deseada de ciertos anuncios y dejar cierto tiempo entre exposiciones.

### Cobertura
La publicidad en línea puede alcanzar casi cualquier mercado global e influenciar en las ventas offline.

### Velocidad
Una vez que el diseño del ad esta completo, puede ser subido de inmediato. La entrega del ad el línea no necesita estar apegado a un programa de publicación del editor. Los anunciantes el línea puede modificar, reemplazar y copiar sus anuncios más rápido que los anunciantes tradicionales (offline).

## Preocupaciones

### Preocupaciones de seguridad
Según una investigación del senado de E.U.A, el estado actual de la publicidad en internet pone en riesgo la seguridad y privacidad de los usuarios.

### Ceguera a banner
Estudios han mostrado que en ocasiones los usuarios ignoran las zonas de las páginas web que suelen contener anuncios. Este problema es más común en línea que en publicidad tradicional. Por otro lado, estudios sugieren que incluso esos ads ignorados pueden tener efecto en el subconsciente de los usuarios.

### Fraude a los anunciantes
Existen numerosas maneras en las cuales los anunciantes pueden recibir cargos injustos por su publicidad. Por ejemplo, el fraude de clic ocurre cuando un editor u otro tercero le da clic (manualmente o por medios automáticos) a un anuncio con el único fin de aumentar sus ganancias. Por ejemplo, e fraude de clic ocurre cuando un competidor le da clic en los anuncios para agotar el presupuesto de su rival.
El fraude de clic generalmente está asociado con sitios pornográficos. En 2011, ciertos sitios de scam lanzaron docenas de páginas escondidas en los ordenadores de los visitantes, forzándolos a dar clic en cientos de enlaces pagados sin saber.
Como ocurre con las publicaciones offline, el fraude en impresiones en línea puede ocurrir cuando los editores exageran el número de impresiones que han entregado realmente. Para combatir este tipo de fraude, ciertas asociaciones de publicidad desarrollan maneras para contar las impresiones de una manera creíble.

### Variaciones tecnológicas

#### Clientes heterogéneos
Debido a que los usuarios utilizan diferentes sistemas operativos, buscadores web y hardware (incluyendo dispositivos móviles con diferentes tamaños de pantalla), los anuncios en línea pueden mostrarse de manera diferente a como pretendía el anunciante o puede que simplemente no se muestren correctamente. Un estudio en 2012 realizado por comScore reveló que en promedio, el 31% de los ads no se encontraban correctamente renderizáados, lo cual significa que nunca tuvieron una oportunidad de ser visualizados. Los anuncios con contenido multimedia presentan aún más problemas de compatibilidad, ya que algunos desarrolladores utilizan software específico para renderizar los anuncios.
Además, los anunciantes pueden encontrar problemas legales si la información legal necesaria no se muestra a los usuarios, incluso si la falla se debe a problems técnicos o de compatibilidad. : i   En los Estados Unidos, la FTC ha lanzado una serie de guías y lineamientos para indicar que es la responsabilidad del anunciante asegurarse que los anuncios muestren la información legal necesaria sin importar la tecnología que se esté utilizando.: 4–8 

#### Bloqueo de Ads
El bloqueo o filtro de ads significa que los anuncios no aparecen en los buscadores porque el usuario utiliza tecnología que los inhibe. Muchos buscadores bloquean por default anuncios pop-ups que no son solicitados Otros software o add-ons bloquean los anuncios o características como la auto-reproducción de audio o video. Aproximadamente el 9% de todas las vistas en línea vienen de buscadores con software de bloqueo instalado, y algunos editores tienen más del 40% de sus visitantes con ad-blocker instalados.

#### Tecnologías Anti-targeting
Algunos buscadores ofrecen modos de privacidad con los cuales los usuarios pueden esconder información a los editores y anunciantes. Entre otras consecuencias, los anunciantes no pueden utilizar las cookies para dirigir sus anuncios en buscadores privados. La mayoría de los buscadores principales han incorporado la función de  Do Not Track o no dar rastro.

### Preocupaciones sobre la privacidad
La recolección de información por parte de editores y anunciantes ha causado preocupaciones acerca de la privacidad de los usuarios. 60% de los usuarios de internet utilizaría herramientas para esconder su información en la primera oportunidad. Más de la mitad de todos los usuarios de Google y Facebook están preocupados acerca de su privacidad al usar Google y Facebook, según Gallup.
Muchos consumidores tienen preocupaciones acerca de la segmentación por comportamiento. Registrando las actividades en línea de los usuarios, los anunciantes llegan a entender a los consumidores. Los anunciantes utilizan comúnmente tecnología como web bugs y cookies para maximizar sus habilidades de rastreo de clientes.: 60  Según una encuesta de 2011 conducida por Harris Interactive, más de la mitad de los usuarios de internet tenían una impresión negativa de la segmentación por comportamiento y 40% temían que su información personal hubiese sido compartida a anunciantes sin su consentimiento. Los consumidores se ven especialmente molestos cuando los anunciantes los segmentan con información sensible como el estatus financiero o de salud.

### Confiabilidad de los anunciantes
Los scammers se aprovechan de las dificultades de los consumidores para verificar la identidad en línea, : 1   llevando a actos como el phishing (donde correos electrónicos de scam tienen una apariencia idéntica a la de alguna marca reconocida) y a esquemas de confidencialidad como la estafa nigeriana . El Internet Crime Complaint Center o centro de quejas de crímenes en internet recibió 289,874 quejas en 2012, siendo un total de más de medio billón de dólares en pérdidas, de los cual la mayoría ocurrió con anuncios de scam.
Los consumidores también se exponen a malware por ejemplo el malvertising, cuando interactúan con publicidad en línea. En 2013 Cisco en su reporte anual de seguridad reporto que al dar clic en un anuncio se era 182 veces más propenso a instalar un virus en la computadora que navegar en el internet de la pornografía. Por ejemplo, en agorot de 2014, la red publicitaria de Yahoo reportó casos de infección por una variante del ransomware Cryptolocker.

### Spam
El bajo costo de difundir anuncios en internet, contribuye al spam. Se han realizados numerosos esfuerzos para combatir el spam, como blacklists o listas de remitentes no deseados pero la mayoría de estos esfuerzos han tenido efectos colaterales adversos.

## Regulación
En general, las leyes de protección al consumidor aplican de igual manera en actividades en línea como offline.: i   Sin embargo, hay casos en los cuales las leyes de la jurisdicción aplican y en los cuales agencias reguladoras tienen la autoridad.
Como ocurre con la publicidad offline, los participantes de la industry han realizado numerosos efectos para autorregular y desarrollar estándares o códigos de conducta. Diversas organizaciones dentro de la industria de publicidad de los Estados Unidos publicaron en conjunto Self-Regulatory Principles for Online Behavioral Advertising o Principios de autorregulación para la publicidad en línea  basada en los estándares propuestos por la FTC en 2009. Las asociaciones Europeas publicaron un documento similar en 2011. Los principios fundamentales de ambos documentos incluyen el control del consumidor sobre la transferencia de datos a terceros, la seguridad de información y el consentimiento para recolectar cierta información financiera y de salud.: 2–4   Ninguno de los documentos penaliza a aquellos que violen los códigos de conducta.

### Privacidad y recopilación de datos
La regulación de privacidad puede requerir el consentimiento de los usuarios antes de que un anunciante pueda rastrearlo o comunicarse con él. Sin embargo, el consentimiento puede ser costoso o difícil de obtener.: 60   Los participantes de la industria prefieren otro tipo de esquemas regulatorios.
Diferentes jurisdicciones han tomado diferentes posturas para abordar los temas de la privacidad en la publicidad. Los Estados Unidos tiene restricciones específicas que protegen a los niños en el acta Children's Online Privacy Protection Act (COPPA),: 16–17  y la FTC ha expandido recientemente su interpretación de COPPA para que se un requerimiento obtener el consentimiento de los padres antes de dirigir publicidad a los niños. La Comisión Federal del Comercio (FTC) en Estados Unidos frecuentemente apoya la autorregulación de la industria, sin embargo cada vez se ha encargado de más acciones en favor de la privacidad y seguridad en línea. La FTC también ha hecho presión para obtener un consenso sobre una posible legislación anti rastreo.
En contraste, La Unión Europea en Privacy and Electronic Communications Directive o Directiva de Comunicaciones Electrónicas y Privacidad restringe a los sitios a utilizar los datos del consumidor de una manera más aceptable. Las limitaciones en la UE restringen la segmentación por parte de los anunciantes; los investigadores han estimado que la efectividad de los anuncios en línea en la Unión Europea es aproximadamente 65% menor a la del resto del mundo.: 58 

### Métodos de distribución
Muchas leyes específicamente regulan las maneras en las cuales se distribuyen los anuncios en línea. Por ejemplo, los anuncios vía correo electrónico son más regulados que aquellos que se muestran en banners web. Entre otras restricciones, el acta de 2003 CAN-SPAM requiere que cualquier correo electrónico comercial tenga un mecanismo para darse de baja. De manera similar, la publicidad móvil, gobernada por el acta Telephone Consumer Protection Act de 1991 (TCPA), requiere que los usuarios se subscriban antes de que los anunciantes les puedan mandar mensajes publicitarios vía mensajes de texto.